# La manivela
La manivela fue un programa de televisión chileno de corte humorístico, emitido entre 1970 y 1976 y en 1990, y protagonizado por el grupo teatral Ictus.

## Historia
Se inició el 3 de julio de 1970 en TVN bajo la dirección de Andrés Rillón, siendo emitido los días viernes a las 22:30, después del informativo Martini al instante. El elenco estaba compuesto por Delfina Guzmán, Nissim Sharim, María Elena Duvauchelle, Andrés Rojas Murphy, Julio Jung, Gloria Münchmeyer, Juan Carlos Bistoto, Juan Pablo Donoso y Patricio Contreras. El espacio fue galardonado con el Premio Apes al Mejor Programa de Televisión, otorgado el 20 de diciembre de 1970.
En abril de 1971 el programa se trasladó a Canal 13, emitiéndose los jueves a las 22:40; en dicha estación encontraron diversos inconvenientes debido a su tendencia política de izquierda, que contrastaba con la administración de la Universidad Católica de Chile que era abiertamente opositora al gobierno de la Unidad Popular. Durante un sketch del programa en abril de 1971, Juan Carlos Bistoto protagonizó uno de los primeros desnudos masculinos en la televisión chilena; el primero había sido realizado por Jorge Rebel en el programa Maijope show en 1969.
En marzo de 1972, al asumir Raúl Hasbún la dirección de Canal 13, se decidió remover a La manivela de la programación, razón por la cual el programa se trasladó a Canal 9, en donde debutó el 17 de mayo de 1972 y era emitido los miércoles a las 22:30. Estuvo al aire hasta agosto de 1973, fecha en que el grupo Ictus se tomó un receso, el cual se prolongó debido al golpe de Estado ocurrido en septiembre.
En octubre de 1975 el programa retornó a las pantallas, esta vez en UCV Televisión, bajo la dirección de Luciano Tarifeño, siendo cancelado definitivamente al año siguiente. En 1990 el programa fue revivido por TVN, sin embargo no logró el éxito esperado y fue sacado del aire prontamente.